# یواس‌اس لاز (دی‌دی-۵۵۸)
یواس‌اس لاز (دی‌دی-۵۵۸) (به انگلیسی: USS Laws (DD-558)) یک کشتی بود که طول آن ۱۱۴٫۷ متر (۳۷۶ فوت) بود. این کشتی در سال ۱۹۴۳ ساخته شد.